# خزال
```
الخزال
```

خزال هي ترجمة حرفية لـ: حكمائنا طيب الله ثراهم وهو مصطلح يطلق على القادة الروحانيين والمشرعين لشعب إسرائيل منذ بداية فترة الهيكل الثاني وحتى نهاية القرن السادس.
و«الخزال» ينقسمون إلى مجموعات، طبقاً لأزمنتهم ونتاجهم الأدبي في تلك الفترة:
- الكُتاب (هم حكماء التوراة الشفوية الأوائل): لقب يطلق على جميع الحكماء ومن فترة ما قبل الكاتب «عزرا» وحتى فترة الأزواج بمن فيهم رجالات «الهيئة العليا». بدأت هذه الفترة امتداد للتوراة والتشريع وحتى فترة «شمعون تصديق» (وهو أسم لأحدى الشخصيات التي كانت تترأس المعابد خلال فترة الهيكل الثاني في القدس ما قبل الميلاد) إلا أنه بمقدورنا أن نتعرف على نشاطاتهم بشكل ملموس بعد فترة ظهور الكاتب «عزرا».
- الأزواج: هم مجموعة مؤلفة من خمسة أزواج من التنأيم على مدى أجيال متعاقبة، عاشوا لمدة مائة عام في منتصف فترة الهيكل الثاني.
- التنأيم: هم حكماء المشنا، اللذين عاشوا في أرض إسرائيل حتى سنة 220 لما قبل الميلاد، بالإضافة إلى أن حكماء المشنا أقوالهم تم حفظها في كتب تفسيرات الشريعة «قصص الشريعة»، وبرز من التنأيم «هزمان هيليل» (كان أخر رئيس للمحكمة العليا في فترة الأزواج) والحاخام «عكيفا» (عكيفا بن يهودا وكان ابرز حكماء إسرائيل على مر العصور) والحاخام «يهودا الناسي».
- الأمورائيم: وهم حكماء التلمود، وكان تواجدهم من فترة نهاية المشنا وحتى بداية التلمود (من سنة 220 وحتى سنة 500).

وكان تواجد الأمورائيم يتمركز في منطقتين: ارض إسرائيل وبابل وبالإضافة إلى أن تلامذة (التلمود البابلي والتلمود اليروشولامي القدسي) حفظت أقولاهم في قصص «الآقداة»، مثل كتاب «مدراش رباه» (هو الاسم الذي يطلق على 10 شروحات حول ترتيب كتب التوراة الخمسة وحول المخطوطات الخمسة).
- سبورأيم: حكماء المدارس الدينية في بابل منذ نهاية فترة الأمورائيم (نهاية القرن 5) إلى بداية فترة الجوأنيم (نهاية القرن السادس ومنتصف القرن السابع).

صلاحيات الحكماء:
وحتى منتصف فترة التنأيم في الوقت الذي كانت فيه السنهدرين «المحكمة العليا»، كان هنالك نفوذاً للحكماء لإصدار فتاوى وتعديل أحكام جديدة لم تكتب في التوراة ولم تذكر في سيناء. أي مسألة يرونها ضرورية، على سبيل المثال، الوصايا والمحظورات من الخزال: قراءة «ميثاق أستير» (وهي وثيقة مكتوبة في التوراة) في عيد «البوريم» وتحريم مبطلات يوم السبت، وجوب غسل اليدين قبل تناول الخبز، وجوب الصلاة ثلاث مرات في اليوم، وغير ذلك الكثير.
1. ↑  "تعريف و شرح و معنى طيب الله ثراه بالعربي في معاجم اللغة".